# Trachelipus radui
Trachelipus radui là một loài chân đều trong họ Trachelipodidae. Loài này được Tomescu & Olariu miêu tả khoa học năm 2000.